# Carl Christian Hansen (fotograf)
 Der er flere personer med dette navn, se Carl Christian Hansen.
Carl Christian Hansen, kendt som C.C. Hansen (19. december 1809 i København – 1891 smst) var en dansk fotograf, bror til Just Hansen og far til fotograferne Georg E. Hansen og N.C. Hansen. Han var blandt mediets pionerer i Danmark og midtpunkt for en hel fotograffamilie.

## Livshistorie
Han var søn af konditor Niels Hansen og Birgitte Kirstine Hansen. Mens han endnu var barn, flyttede forældrene til Næstved, hvor faderen drev virksomhed som konditor og klubvært i ejendommen gl. matr. nr. 143 på Axeltorv (nuv. nr. 6, Satterups Gård). I denne virksomhed kom sønnen i lære og arbejdede senere som konditorsvend. Efter faderens død i 1836 overtog han virksomheden og fik borgerskab som konditor 16. december 1836. Forretningen flyttede han senere til ejendommen gl. matr. nr. 145, ligeledes på Axeltorv (nuv. "Axelhus"). 1839 fik han bevilling til at tilbyde billard i forbindelse med hans næringsvej som konditor. I maj 1849 begyndte han at optage daguerreotypier, og han indrykkede en meddelelse i Næstved Avis:
| Citat | Daguerreotyp. Undertegnede anbefaler sig med at aftage Daguerre- otyp-Portraiter. Prisen er fra 2 Rbd. til 21 Mk. Og retter sig efter Størrelsen, Indfatningen og Personernes Antal paa Pladen. C.Hansen Conditor. | Citat |
|       | |       |

C.C. Hansen var dog ikke kun aktiv i Næstved, men drog også ud i landet og tilbød sin tjeneste. Derfor måtte han i periode holde sin butik lukket. I slutningen af september 1849 daguerreotyperede han i Selskabet Den nye Forenings have i Slagelse, hvor han i bekendtgørelsen i Sorø Amtstidende pudsigt nok stadig underskrev sig "Carl Hansen, Conditor". I august 1850 solgte han imidlertid sit konditori til konditor Wilhelm Christensen og flyttede til København, hvor han nedsatte sig som som kagebager og konditor i Frederiksberggade.
Han fortsatte dog med at rejse rundt som fotograf. Allerede i marts 1851 var han tilbage i Næstved, idet han i forvejen for at kunne bestemme varigheden af sit besøg havde anmodet interesserede, der ønskede at blive daguerreotyperede, om at tegne sig hos papirhandler J.A. Ludvigsen på Hjultorvet. Fra Sankt Hans til midten af juli samme år var han atter i købstaden med base i murermester Schneiders have i Købmagergade (nuv. nr. 11), og Hansen lovede desuden at komme igen om 3 uger og fortsætte daguerreotyperingen, "hvorved Portraiter i større Format kunne erholdes". "De som ønske sig daguerreotyperede," bekendtgjorde han i Næstved Avis, "ville behage at gjøre Anmeldelse derom til dette Blads Kontoir, hvorefter Udførelsen vil blive foretaget i den Orden, Indtegningen er skeet."
C.C. Hansen var efter alt at dømme ikke i Næstved i løbet af de næste par år, men i juli-august 1853 daguerreotyperede han i sin gamle forretning, konditor Christensens have ved Axeltorv, og i nabohaven i Kirkestræde, hvor købmand C.W. Rodian havde butik.
Hvad angår hans virke i København, fik han 1852 bopæl i Stormgade 207 og kalder sig i vejviseren daguerreotypist. Fra 1853 boede han i Stormgade 183. Den 16. maj 1854 åbnede han et fotografisk atelier i haven bag Thotts Palæ på Kongens Nytorv med indgang fra Store Kongensgade 26. Dette var formentlig det første dansk professionelle atelier af sin art. Han kaldte sig fra nu af fotograf og daguerreotypist og fra ca. 1860 blot fotograf. På denne adresse huserede Hansen indtil i hvert fald 1869, og 1872 slog han dørene op for et nyt atelier i Store Kongensgade 21. 1874 flyttede han væk fra bymidten og til Dannebrogsgade 2 på Vesterbro. En "C. Hansen", fotograf fra København, der i april 1874 fotograferede på gæstgivergaarden ved Lundby Station, er antagelig ham.
I 1879 optræder C.C. Hansen i vejviseren som "fhv. Fotograf", og 1880 er han for sidste gang optaget her. C.C. Hansen døde 1891, over 80 år gammel. Modsat en række andre af daguerrotypiets foregangsmænd, der ikke fik noget langt liv, synes hans helbred ikke at have taget skade af de kviksølvdampe, som indgik i processen. Det skyldes muligvis, at C.C. Hansen var blandt de første danske fotografer til at gå fra daguerrotypi til fotografi.